# Florence Bird
 (avril 2020).
Si vous disposez d'ouvrages ou d'articles de référence ou si vous connaissez des sites web de qualité traitant du thème abordé ici, merci de compléter l'article en donnant les références utiles à sa vérifiabilité et en les liant à la section « Notes et références ».
Florence Bayard Bird (née Florence Rhein le 15 janvier 1908 à Philadelphie et morte le 18 juillet 1998 à Ottawa) est une journaliste et sénatrice canadienne.

## Biographie

### Enfance et formation
Florence Bayard Bird (née Rhein) est née en le 15 janvier 1908 à Philadelphie.

### Carrière
Elle est présidente de la Commission royale d’enquête sur la situation de la femme au Canada de 1967 à 1970.

## Postérité
Il existe un fonds d'archives Florence Bird à la Bibliothèque et Archives Canada.